# Brian Samuel Epstein
Brian Samuel Epstein (anglès: Brian Epstein)  (Liverpool, 19 de setembre de 1934 - Londres, 27 d'agost de 1967) va ser un home de negocis anglès, conegut principalment per haver estat el mànager del grup de rock The Beatles. Freqüentment anomenat el "cinquè Beatle", entre altres persones, fou segurament el que més mereixia aquesta distinció.

## Biografia

### Primers anys
La família d'Epstein posseïa una botiga de mobles a Liverpool, on la família de Paul McCartney havia comprat un piano. Brian va començar els estudis de la Royal Academy of Dramatic Art (RADA) a Londres, on va tenir companys com els actors Susannah York o Peter O'Toole, però en abandonar-los després del tercer curs, el seu pare el va deixar a càrrec del departament musical de la botiga recentment inaugurada North East Music Stores (NEMS) al carrer Great Charlotte. Posteriorment una segona botiga va ser oberta al carrer Whitechapel, i Epstein va ser assignat responsable d'aquesta operació.

### The Beatles
El 3 d'agost de 1961, Epstein va començar una col·laboració regular amb una columna a la revista musical Mersey Beat, dirigida per Bill Harry. La seva primera relació amb el grup musical que va ajudar a convertir en estrelles, va ser quan Epstein va veure el nom de The Beatles en el cartell d'un concert, i va pensar que el nom sonava "ximple". Quan després una sèrie de clients van començar a preguntar pel single que havien gravat amb Tony Sheridan a Alemanya «My Bonnie», i no sent capaç de trobar-lo a través de cap dels seus contactes habituals en les companyies discogràfiques, va decidir anar a preguntar-li directament a la banda.
Epstein i el seu amic Alistair Taylor van acudir a veure'ls actuar a l'abarrotat local The Cavern Club el 9 de novembre de 1961, que estava en el mateix carrer que la botiga; la seva arribada va ser anunciada a través dels altaveus del local, car era molt conegut a la ciutat. Epstein recorda l'actuació del grup aquella nit: "Vaig quedar impressionat de manera immediata per la seva música, el seu ritme i el seu sentit de l'humor sobre l'escenari. I més tard quan els vaig conèixer també vaig quedar impressionat pel seu carisma personal". En una reunió el 10 de desembre de 1961 es va decidir que Epstein es convertís en el mànager de la banda.
Quan Epstein es va fer càrrec de la banda, els seus components duien pantalons i jaquetes de cuir a l'estil dels rockers americans, i les seves actuacions eren bàsicament desordenats i sorollosos concerts de rock and roll. Els va convèncer perquè duguessin vestit i corbata i perquè suavitzessin les seves actuacions. També els va demanar que no fumessin ni mengessin sobre l'escenari, i els va encoratjar perquè executessin la seva famosa inclinació sincronitzada en finalitzar els seus concerts. La imatge neta i decent que projectava el grup va ajudar de manera determinant a una millor acceptació de la banda per part del públic.
Després de ser rebutjats per les principals discogràfiques d'Anglaterra, Epstein finalment va aconseguir que la banda signés pel petit segell Parlophone de la discogràfica EMI. Epstein va acudir a una botiga local HMV, per a transferir a vinil una cinta demo que els Beatles havien enregistrat a la discogràfica DECCA. A un tècnic de HMV, Jim Foy, li va agradar l'enregistrament i va remetre Epstein a George Martin, productor de Parlophone. Martin va accedir a conèixer el grup i va planificar una audició. Tots els Beatles van passar la prova, excepte el bateria Pete Best, al que Martin va decidir substituir. John Lennon, Paul McCartney i George Harrison van demanar a Epstein que acomiadés immediatament a Pete, i Ringo Starr va prendre el seu lloc en la formació.
L'octubre de 1964 es va publicar l'autobiografia d'Epstein, A Cellarful of Noise (Un sotan ple de soroll) en referència al local The Cavern Club, on tocaven The Beatles, escrita conjuntament amb el cap de premsa dels Beatles Derek Taylor. A més de mànager dels Beatles, Epstein també va representar altres grups, com Gerry & the Pacemakers, Billy J. Kramer & The Dakotas, The Fourmost i Cilla Black.

### Mort
Epstein va morir a conseqüència d'una sobredosi de barbitúrics el 27 d'agost de 1967 a la seva casa de Londres, a l'edat de 32 anys. Aquell mateix cap de setmana els Beatles havien viatjat a Gal·les per conèixer a Maharishi Mahesh Yogi. La seva mort va ser dictaminada oficialment com accidental, causada per una intoxicació. Es van trobar Carbitral i Seconal en el seu cos, barrejats amb alcohol.
Epstein havia gestionat tots i cadascun dels aspectes de la carrera dels Beatles. Després de la seva mort les coses van canviar, i els assumptes de negocis de la banda van començar a enfonsar-se. John Lennon va resumir l'impacte de la seva mort uns anys després: "Quan Brian va morir, vaig saber que aquí s'acabava tot".